# Liste der Nummer-eins-Hits in Italien (2011)
Diese Liste der Nummer-eins-Hits basiert auf den offiziellen Chartlisten der Federazione Industria Musicale Italiana (FIMI), der italienischen Landesgruppe der IFPI, im Jahr 2011. Berücksichtigt werden die Albumcharts und die Top-Digital-Download-Singlecharts.

## Singles
| ← 2010 ← | Liste der Nummer-eins-Hits in Italien | Liste der Nummer-eins-Hits in Italien | Liste der Nummer-eins-Hits in Italien                                                                                                | 2012 → |
| \| Zeitraum \| Wo. ges. \| Interpret \| Titel Autor(en) \| Zusätzliche Informationen \| \| (Zeitraum, Wochen auf Platz eins, Interpret, Titel, Autor[en], zusätzliche Informationen) \| \| \| \| \| \| ----------------------------------------------------------------------------------------- \| -------- \| ---------------------------- \| ------------------------------------------------------------------------------------------------------------------------------------ \| --------------------------------------------------------------------------------------------------------------------------------------------------- \| \| 29. November 2010 – 16. Januar 2011 7 Wochen \| 7 \| Jovanotti \| Tutto l’amore che ho Jovanotti, Riccardo Onori, Michele Canova Iorfida \| – \| \| 17. Januar 2011 – 16. Februar 2011 4 Wochen \| 4 \| Adele \| Rolling in the Deep Adele, Paul Epworth \| – \| \| 7. Februar 2011 – 13. Februar 2011 1 Woche \| 1 \| Vasco Rossi \| Eh… già Roberto Casini, Andrea Righi, Vasco Rossi \| Das Lied wurde an Rossis 59. Geburtstag veröffentlicht und brachte ihm die siebte Nummer-eins-Platzierung in den Singlecharts ein. \| \| 14. Februar 2011 – 20. März 2011 5 Wochen \| 5 \| Modà feat. Emma \| Arriverà Francesco Silvestre, Enrico Zapparoli, Enrico Palmosi \| Nach dem zweiten Platz beim Sanremo-Festival 2011 gelang der Band ihr erster Nummer-eins-Hit. \| \| 21. März 2011 – 17. April 2011 4 Wochen \| 4 \| Jennifer Lopez feat. Pitbull \| On the Floor Bilal Hajji, Kinda Hamid, Gonzalo Hermosa, Ulises Hermosa, Achraf Janussi, Nadir Khayat, Armando Perez, Geraldo Sandell \| – \| \| 18. April 2011 – 15. Mai 2011 4 Wochen \| 4 \| Alexandra Stan \| Mr. Saxobeat Andrei Nemirschi, Marcel Prodan \| – \| \| 16. Mai 2011 – 24. Juli 2011 10 Wochen \| 10 \| Lucenzo feat. Don Omar \| Danza Kuduro Don Omar, Lucenzo, Faouze Barkati \| – \| \| 25. Juli 2011 – 28. August 2011 5 Wochen \| 5 \| Maria Gadú \| Shimbalaiê Maria Gadú \| – \| \| 29. August 2011 – 11. September 2011 2 Wochen \| 2 \| Vasco Rossi \| I soliti Gaetano Curreri, Saverio Principini, Vasco Rossi \| Anlässlich des Kinostarts des Dokumentarfilms Questa storia qua über Rossis Karriere gelang dem Rockstar der zweite Nummer-eins-Hit in diesem Jahr. \| \| 12. September 2011 – 18. September 2011 1 Woche \| 1 \| Laura Pausini \| Benvenuto Laura Pausini, Paolo Carta, Niccolò Agliardi \| – \| \| 19. September 2011 – 4. Dezember 2011 11 Wochen \| 11 \| Adele \| Someone like You Adele, Dan Wilson \| – \| \| 5. Dezember 2011 – 1. Januar 2012 4 Wochen (insgesamt 9) \| 9 \| Michel Teló \| Ai Se Eu Te Pego! Sharon Acioly, Antônio Dyggs \| Bereits der zweite portugiesischsprachige Nummer-eins-Hit in diesem Jahr. \| |                                       |                                       | | |
| ← 2010 |                                       |                                       | | → 2012 → |
| Zeitraum | Wo. ges.                              | Interpret                             | Titel Autor(en) | Zusätzliche Informationen |
| (Zeitraum, Wochen auf Platz eins, Interpret, Titel, Autor[en], zusätzliche Informationen) |                                       |                                       | | |
| 29. November 2010 – 16. Januar 2011 7 Wochen | 7                                     | Jovanotti                             | Tutto l’amore che ho Jovanotti, Riccardo Onori, Michele Canova Iorfida                                                               | – |
| 17. Januar 2011 – 16. Februar 2011 4 Wochen | 4                                     | Adele                                 | Rolling in the Deep Adele, Paul Epworth                                                                                              | – |
| 7. Februar 2011 – 13. Februar 2011 1 Woche | 1                                     | Vasco Rossi                           | Eh… già Roberto Casini, Andrea Righi, Vasco Rossi                                                                                    | Das Lied wurde an Rossis 59. Geburtstag veröffentlicht und brachte ihm die siebte Nummer-eins-Platzierung in den Singlecharts ein.                  |
| 14. Februar 2011 – 20. März 2011 5 Wochen | 5                                     | Modà feat. Emma                       | Arriverà Francesco Silvestre, Enrico Zapparoli, Enrico Palmosi                                                                       | Nach dem zweiten Platz beim Sanremo-Festival 2011 gelang der Band ihr erster Nummer-eins-Hit.                                                       |
| 21. März 2011 – 17. April 2011 4 Wochen | 4                                     | Jennifer Lopez feat. Pitbull          | On the Floor Bilal Hajji, Kinda Hamid, Gonzalo Hermosa, Ulises Hermosa, Achraf Janussi, Nadir Khayat, Armando Perez, Geraldo Sandell | – |
| 18. April 2011 – 15. Mai 2011 4 Wochen | 4                                     | Alexandra Stan                        | Mr. Saxobeat Andrei Nemirschi, Marcel Prodan                                                                                         | – |
| 16. Mai 2011 – 24. Juli 2011 10 Wochen | 10                                    | Lucenzo feat. Don Omar                | Danza Kuduro Don Omar, Lucenzo, Faouze Barkati                                                                                       | – |
| 25. Juli 2011 – 28. August 2011 5 Wochen | 5                                     | Maria Gadú                            | Shimbalaiê Maria Gadú | – |
| 29. August 2011 – 11. September 2011 2 Wochen | 2                                     | Vasco Rossi                           | I soliti Gaetano Curreri, Saverio Principini, Vasco Rossi                                                                            | Anlässlich des Kinostarts des Dokumentarfilms Questa storia qua über Rossis Karriere gelang dem Rockstar der zweite Nummer-eins-Hit in diesem Jahr. |
| 12. September 2011 – 18. September 2011 1 Woche | 1                                     | Laura Pausini                         | Benvenuto Laura Pausini, Paolo Carta, Niccolò Agliardi                                                                               | – |
| 19. September 2011 – 4. Dezember 2011 11 Wochen | 11                                    | Adele                                 | Someone like You Adele, Dan Wilson                                                                                                   | – |
| 5. Dezember 2011 – 1. Januar 2012 4 Wochen (insgesamt 9) | 9                                     | Michel Teló                           | Ai Se Eu Te Pego! Sharon Acioly, Antônio Dyggs                                                                                       | Bereits der zweite portugiesischsprachige Nummer-eins-Hit in diesem Jahr.                                                                           |

## Alben
| ← 2010 ← | Liste der Nummer-eins-Alben in Italien | Liste der Nummer-eins-Alben in Italien | Liste der Nummer-eins-Alben in Italien | 2012 → |
| \| Zeitraum \| Wo. ges. \| Interpret \| Titel \| Zusätzliche Informationen \| \| (Zeitraum, Wochen auf Platz eins, Interpret, Titel, zusätzliche Informationen) \| \| \| \| \| \| ------------------------------------------------------------------------------ \| -------- \| --------------------- \| --------------------------- \| ------------------------------------------------------------------------------------------------------------------------------------------------------------------------------------------------------------- \| \| 27. Dezember 2010 – 9. Januar 2011 2 Wochen (insgesamt 4) \| 4 \| Michael Jackson \| Michael \| – \| \| 10. Januar 2011 – 23. Januar 2011 2 Wochen \| 2 \| Gianna Nannini \| Io e te \| – \| \| 24. Januar 2011 – 13. Februar 2011 3 Wochen \| 3 \| Jovanotti \| Ora \| – \| \| 14. Februar 2011 – 27. März 2011 6 Wochen \| 6 \| Modà \| Viva i romantici \| Nach dem Sanremo-Erfolg und zwei vorab veröffentlichten Nummer-zwei-Singles gelang der Band ihr erstes Nummer-eins-Album. \| \| 28. März 2011 – 22. Mai 2011 8 Wochen (insgesamt 19) \| 19 \| Vasco Rossi \| Vivere o niente \| Mit seinem 16. Studioalbum konnte der Rockstar seine früheren Erfolge fortsetzen: Es ist sein 15. Nummer-eins-Album und konnte den Rekord für den längsten Aufenthalt an der Spitze der FIMI-Charts erzielen. \| \| 23. Mai 2011 – 29. Mai 2011 1 Woche \| 1 \| Lady Gaga \| Born This Way \| – \| \| 30. Mai 2011 – 7. August 2011 10 Wochen (insgesamt 19) \| 19 \| Vasco Rossi \| Vivere o niente \| – \| \| 8. August 2011 – 14. August 2011 1 Woche \| 1 \| Amy Winehouse \| Back to Black \| – \| \| 15. August 2011 – 28. August 2011 2 Wochen (insgesamt 19) \| 19 \| Vasco Rossi \| Vivere o niente \| – \| \| 29. August 2011 – 4. September 2011 1 Woche \| 1 \| Red Hot Chili Peppers \| I’m with You \| – \| \| 5. September 2011 – 18. September 2011 2 Wochen \| 2 \| Giorgia \| Dietro le apparenze \| – \| \| 19. September 2011 – 25. September 2011 1 Woche (insgesamt 2) \| 2 \| Emma \| Sarò libera \| – \| \| 26. September 2011 – 2. Oktober 2011 1 Woche \| 1 \| Marco Mengoni \| Solo 2.0 \| – \| \| 3. Oktober 2011 – 9. Oktober 2011 1 Woche \| 1 \| Ivano Fossati \| Decadancing \| – \| \| 10. Oktober 2011 – 23. Oktober 2011 2 Wochen (insgesamt 5) \| 5 \| Adele \| 21 \| – \| \| 24. Oktober 2011 – 6. November 2011 2 Wochen \| 2 \| Coldplay \| Mylo Xyloto \| – \| \| 7. November 2011 – 20. November 2011 2 Wochen \| 2 \| Laura Pausini \| Inedito \| – \| \| 21. November 2011 – 27. November 2011 1 Woche \| 1 \| Ligabue \| Campovolo 2.011 \| – \| \| 28. November 2011 – 11. Dezember 2011 2 Wochen (insgesamt 5) \| 5 \| Tiziano Ferro \| L’amore è una cosa semplice \| – \| \| 12. Dezember 2011 – 25. Dezember 2011 2 Wochen \| 2 \| Michael Bublé \| Christmas \| – \| \| 26. Dezember 2011 – 15. Januar 2012 3 Wochen (insgesamt 5) \| 5 \| Tiziano Ferro \| L’amore è una cosa semplice \| – \| |                                        |                                        |                                        | |
| ← 2010 |                                        |                                        |                                        | → 2012 → |
| Zeitraum | Wo. ges.                               | Interpret                              | Titel                                  | Zusätzliche Informationen |
| (Zeitraum, Wochen auf Platz eins, Interpret, Titel, zusätzliche Informationen) |                                        |                                        |                                        | |
| 27. Dezember 2010 – 9. Januar 2011 2 Wochen (insgesamt 4) | 4                                      | Michael Jackson                        | Michael                                | – |
| 10. Januar 2011 – 23. Januar 2011 2 Wochen | 2                                      | Gianna Nannini                         | Io e te                                | – |
| 24. Januar 2011 – 13. Februar 2011 3 Wochen | 3                                      | Jovanotti                              | Ora                                    | – |
| 14. Februar 2011 – 27. März 2011 6 Wochen | 6                                      | Modà                                   | Viva i romantici                       | Nach dem Sanremo-Erfolg und zwei vorab veröffentlichten Nummer-zwei-Singles gelang der Band ihr erstes Nummer-eins-Album.                                                                                     |
| 28. März 2011 – 22. Mai 2011 8 Wochen (insgesamt 19) | 19                                     | Vasco Rossi                            | Vivere o niente                        | Mit seinem 16. Studioalbum konnte der Rockstar seine früheren Erfolge fortsetzen: Es ist sein 15. Nummer-eins-Album und konnte den Rekord für den längsten Aufenthalt an der Spitze der FIMI-Charts erzielen. |
| 23. Mai 2011 – 29. Mai 2011 1 Woche | 1                                      | Lady Gaga                              | Born This Way                          | – |
| 30. Mai 2011 – 7. August 2011 10 Wochen (insgesamt 19) | 19                                     | Vasco Rossi                            | Vivere o niente                        | – |
| 8. August 2011 – 14. August 2011 1 Woche | 1                                      | Amy Winehouse                          | Back to Black                          | – |
| 15. August 2011 – 28. August 2011 2 Wochen (insgesamt 19) | 19                                     | Vasco Rossi                            | Vivere o niente                        | – |
| 29. August 2011 – 4. September 2011 1 Woche | 1                                      | Red Hot Chili Peppers                  | I’m with You                           | – |
| 5. September 2011 – 18. September 2011 2 Wochen | 2                                      | Giorgia                                | Dietro le apparenze                    | – |
| 19. September 2011 – 25. September 2011 1 Woche (insgesamt 2) | 2                                      | Emma                                   | Sarò libera                            | – |
| 26. September 2011 – 2. Oktober 2011 1 Woche | 1                                      | Marco Mengoni                          | Solo 2.0                               | – |
| 3. Oktober 2011 – 9. Oktober 2011 1 Woche | 1                                      | Ivano Fossati                          | Decadancing                            | – |
| 10. Oktober 2011 – 23. Oktober 2011 2 Wochen (insgesamt 5) | 5                                      | Adele                                  | 21                                     | – |
| 24. Oktober 2011 – 6. November 2011 2 Wochen | 2                                      | Coldplay                               | Mylo Xyloto                            | – |
| 7. November 2011 – 20. November 2011 2 Wochen | 2                                      | Laura Pausini                          | Inedito                                | – |
| 21. November 2011 – 27. November 2011 1 Woche | 1                                      | Ligabue                                | Campovolo 2.011                        | – |
| 28. November 2011 – 11. Dezember 2011 2 Wochen (insgesamt 5) | 5                                      | Tiziano Ferro                          | L’amore è una cosa semplice            | – |
| 12. Dezember 2011 – 25. Dezember 2011 2 Wochen | 2                                      | Michael Bublé                          | Christmas                              | – |
| 26. Dezember 2011 – 15. Januar 2012 3 Wochen (insgesamt 5) | 5                                      | Tiziano Ferro                          | L’amore è una cosa semplice            | – |

## Jahreshitparaden
| ← 2010 ← | Liste der Jahres-Nummer-eins-Hits in Italien | Liste der Jahres-Nummer-eins-Hits in Italien | Liste der Jahres-Nummer-eins-Hits in Italien | 2012 →   |
| \| Singles \| Position# \| Alben \| \| ----------------------------------------------------------------------------------------------------------------------------------------------------------------- \| --------- \| ----------------------------------------- \| \| Someone like You Adele Adele, Dan Wilson \| 1 \| Vivere o niente Vasco Rossi \| \| Mr. Saxobeat Alexandra Stan Andrei Nemirschi, Marcel Prodan \| 2 \| Viva i romantici Modà \| \| Danza Kuduro Lucenzo feat. Don Omar Don Omar, Lucenzo, Faouze Barkati \| 3 \| Ora Jovanotti \| \| On the Floor Jennifer Lopez feat. Pitbull Bilal Hajji, Kinda Hamid, Gonzalo Hermosa, Ulises Hermosa, Achraf Janussi, Nadir Khayat, Armando Perez, Geraldo Sandell \| 4 \| 21 Adele \| \| Rolling in the Deep Adele Adele, Paul Epworth \| 5 \| Inedito Laura Pausini \| \| Eh… già Vasco Rossi Roberto Casini, Andrea Righi, Vasco Rossi \| 6 \| Io e te Gianna Nannini \| \| Arriverà Modà feat. Emma Francesco Silvestre, Enrico Zapparoli, Enrico Palmosi \| 7 \| Christmas Michael Bublé \| \| Ai Se Eu Te Pego! Michel Teló Sharon Acioly, Antônio Dyggs \| 8 \| L’amore è una cosa semplice Tiziano Ferro \| \| Moves like Jagger Maroon 5 feat. Christina Aguilera Adam Levine, Benny Blanco, Ammar Malik, Shellback \| 9 \| Mylo Xyloto Coldplay \| \| Tranne te Fabri Fibra \| 10 \| Chocabeck Zucchero \| |                                              |                                              |                                              |          |
| ← 2010 |                                              |                                              |                                              | → 2012 → |
| Singles | Position#                                    | Alben                                        |                                              |          |
| Someone like You Adele Adele, Dan Wilson | 1                                            | Vivere o niente Vasco Rossi                  |                                              |          |
| Mr. Saxobeat Alexandra Stan Andrei Nemirschi, Marcel Prodan | 2                                            | Viva i romantici Modà                        |                                              |          |
| Danza Kuduro Lucenzo feat. Don Omar Don Omar, Lucenzo, Faouze Barkati | 3                                            | Ora Jovanotti                                |                                              |          |
| On the Floor Jennifer Lopez feat. Pitbull Bilal Hajji, Kinda Hamid, Gonzalo Hermosa, Ulises Hermosa, Achraf Janussi, Nadir Khayat, Armando Perez, Geraldo Sandell | 4                                            | 21 Adele                                     |                                              |          |
| Rolling in the Deep Adele Adele, Paul Epworth | 5                                            | Inedito Laura Pausini                        |                                              |          |
| Eh… già Vasco Rossi Roberto Casini, Andrea Righi, Vasco Rossi | 6                                            | Io e te Gianna Nannini                       |                                              |          |
| Arriverà Modà feat. Emma Francesco Silvestre, Enrico Zapparoli, Enrico Palmosi | 7                                            | Christmas Michael Bublé                      |                                              |          |
| Ai Se Eu Te Pego! Michel Teló Sharon Acioly, Antônio Dyggs | 8                                            | L’amore è una cosa semplice Tiziano Ferro    |                                              |          |
| Moves like Jagger Maroon 5 feat. Christina Aguilera Adam Levine, Benny Blanco, Ammar Malik, Shellback | 9                                            | Mylo Xyloto Coldplay                         |                                              |          |
| Tranne te Fabri Fibra | 10                                           | Chocabeck Zucchero                           |                                              |          |